# Wolfchild
Wolfchild är ett plattformsspel ursprungligen utgivet till Amiga och Atari ST av Core Design 1992, och senare utgivet till SNES, Sega Mega Drive, Mega-CD, Sega Master System och Sega Game Gear.

## Handling
Kal Morrow forskar inom bioteknik. När hans son Saul kidnappas av terroristgruppen Chimera använder sig Saul av en av sin fars uppfinningar för att förvandla sig till en varulvsliknande varelse, för att på så viss enklare kunna stoppa Chimera.

### Fotnoter
1. ↑  ”Wolfchild” (på engelska). Mobygames. 12 mars 1992. http://www.mobygames.com/game/wolfchild. Läst 6 juni 2014.